# Věžnice, Jihlava
Věžnice là một làng thuộc huyện Jihlava, vùng Vysočina, Cộng hòa Séc.